# Lisa Caruso
Pour les articles homonymes, voir Caruso (homonymie).
Lisa Caruso est une actrice française, née le 8 septembre 1992.
Essentiellement active dans le doublage, elle est la voix française régulière de Chloë Grace Moretz.

## Biographie
Son père est l'acteur Sylvain Caruso, lui aussi spécialisé dans le doublage. Sa mère est institutrice. Elle a un frère et une sœur, Léo et Lola Caruso.
Son père l'amenait à des séances de doublage lorsqu'elle était enfant, c'est ainsi qu'elle a commencé à devenir comédienne. Elle prêta sa voix dans le film Il était deux fois noël, puis fut sélectionnée pour Mes amis Tigrou et Winnie.

## Doublage

### Cinéma

#### Films
- Chloë Grace Moretz[1],[2] dans (17 films) :
  - Zombies (2006[n 1]) : Emma Tunny
  - Laisse-moi entrer (2010) : Abby
  - Kick-Ass (2010) : Mindy Macready / Hit Girl
  - Killing Fields (2011) : Anne Sliger enfant
  - Hugo Cabret (2011) : Isabelle
  - Dark Shadows (2012) : Carolyn Collins Studdard
  - My Movie Project (2013) : Amanda
  - Kick-Ass 2 (2013) : Mindy Macready / Hit Girl
  - Carrie, la revanche (2013) : Carrie White
  - Opération Muppets (2014) : la livreuse de journaux
  - Si je reste (2014) : Mia Hall
  - Equalizer (2014) : Teri
  - Nos pires voisins 2 (2016) : Shelby
  - Brain on Fire (2016) : Susannah Cahalan
  - Suspiria (2018) : Patricia Hingle
  - Tom et Jerry (2021) : Kayla
  - Mother/Android (2021) : Georgia

- Jodelle Ferland dans : 
  - Silent Hill (2006) : Sharon / Alessa
  - Le Cas 39 (2009) : Lillith Sullivan
  - Silent Hill: Revelation 3D (2012) : Sharon / Alessa

- Ciara Bravo dans :
  - To the Bone (2017) : Tracy
  - Cherry (2021) : Emily
  - Small Engine Repair (2021) : Crystal Romanowski

- Erin Moriarty dans :
  - Voisins du troisième type (2012) : Chelsea
  - L'Extraordinaire Voyage du fakir (2018) : Marie

- Emily Alyn Lind dans :
  - The Babysitter (2017[4]) : Melanie
  - The Babysitter: Killer Queen (2020) : Melanie

- Darby Camp dans :
  - Les Chroniques de Noël (2018) : Kate
  - Clifford (2021) : Emily Elizabeth Howard

- Tamara Smart dans :
  - Artemis Fowl (2020) : Juliet Butler
  - Petit guide de la chasseuse de monstres (2020) : Kelly Ferguson

- Julia Rehwald dans :
  - Fear Street, partie 1 : 1994 (2021) : Kate Schmidt
  - Fear Street, partie 3 : 1666 (2021) : Kate Schmidt / Lizzie

- 2007 : Spider-Man 3 : la petite fille avec l'appareil photo (Emma Rami[5])
- 2008 : Ben X : Scarlite (Laura Verlinden)
- 2009 : A Single Man : Jennifer Strunk (Ryan Simpkins)
- 2011 : Dream House : Chloe Patterson (Rachel G. Fox)
- 2013 : Possédée : Em (Natasha Calis)
- 2014 : Annie : Pepper Ulster (Amanda Troya)
- 2015 : Père et Fille : Lucy (Quvenzhané Wallis)
- 2015 : El Clan : Adriana Puccio (Antonia Bengoechea)
- 2016 : Jack Reacher: Never Go Back : Samantha Dayton (Danika Yarosh)
- 2017 : A Cure for Life : Hannah (Mia Goth)
- 2017 : You Get Me : Lydia (Anna Akana)
- 2017 : The Foreigner : Fan (Katie Leung)
- 2018 : Extinction : Hanna (Amelia Crouch)
- 2019 : Once Upon a Time... in Hollywood : Patricia « Katie » Krenwinkel (Madisen Beaty)
- 2019 : Vivre deux fois : Blanca (Mafalda Carbonell)
- 2019 : Pelican Blood : Nicolina (Adelia-Constance Ocleppo)
- 2021 : Une affaire de détails : Tina Salvatore (Sofia Vassilieva)
- 2021 : Redemption Day : Clair Paxton (Lilia Hajji)
- 2021 : Respect : Carolyn Franklin jeune (Nevaeh Moore)
- 2021 : Malignant : Madison jeune (Halston Va Atta)
- 2021 : Qui es-tu, Charlie Brown ? : Sally (Hattie Kragtenn) (voix, film documentaire)
- 2021 : L'Intrusion : Christine Cobb (Megan Elisabeth Kelly)
- 2022 : L'École du bien et du mal : Agatha jeune (Mahli Perry)
- 2023 : Knock at the Cabin : Wen (Kristen Cui)
- 2023 : Les Chevaliers du Zodiaque : Sienna / Athena (Madison Iseman)
- 2023 : Un bal pour Harvard : Mandy Coleman (Peyton Elizabeth Lee)
- 2023 : Paradise : Marie Theissen (Lisa-Marie Koroll (de))
- 2023 : Fingernails (en) : ? (?)
- 2023 : Wonka : Lottie Bell (Rakhee Thakrar)
- 2023 : Enkel für Fortgeschrittene (de) : Josie (Franka Roche)
- 2024 : Night Swim : Rebecca Summers (Ayazhan)
- 2025 : Minecraft, le film : Natalie (Emma Myers)
- 2025 : Fear Street: Prom Queen : Megan Rogers (Suzanna Son)
- 2025 : Freaky Friday 2 : Encore dans la peau de ma mère : Lily Davies (Sophia Hammons (en))

#### Films d'animation
- 2005 : Plume et l'Île mystérieuse : Léna

- 2007 : Mes amis Tigrou et Winnie : Un Noël de super détectives : Darby[n 2],[1],[2]
- 2009 : Tigrou et Winnie, la comédie musicale : Darby[n 2],[1],[2]
- 2012 : L'Âge de glace 4 : La Dérive des continents : Pêche[n 3],[2]
- 2013 : La Reine des neiges : voix additionnelles
- 2013 : Patéma et le Monde inversé : Patéma
- 2016 : L'Âge de glace : Les Lois de l'Univers : Pêche[n 3]
- 2016 : L'Âge de glace : La Grande Chasse aux œufs : Pêche[n 3] (court-métrage)
- 2017 : Mariah Carey présente : Mon plus beau cadeau de Noël : Vicky
- 2017 : Tom et Jerry au pays de Charlie et la chocolaterie : Violet
- 2017 : Opération Casse-noisette 2 : Heather
- 2019 : Black Fox : Kasumi
- 2019[6] : KonoSuba, le film : Legend of Crimson : Aqua
- 2021 : Spirit : L'Indomptable : Abigaëlle Stone
- 2021 : La Pat' Patrouille, le film : Stella
- 2021 : Ron débloque : voix additionnelles
- 2021 : Louise, court métrage promu par Gobelins, l'école de l'image : Lili
- 2022 : La Maison : Mabel[n 4]
- 2022 : Alerte rouge : Stacy Frick
- 2022 : Bubble : Uta
- 2022 : Les Murs vagabonds : voix additionnelles
- 2022 : Les Monstres du foot :  Nautai
- 2023 : Lupin III vs. Cat's Eye : Alexia
- 2023 : Nimona : Nimona[n 2],[1]
- 2023 : La Pat' Patrouille : La Super Patrouille, le film : Stella
- 2023 : Wish, Asha et la bonne étoile : Bazeema
- 2024 : La Nuit d'Orion : Lisa
- 2024 : Mononoke, le film : Un fantôme sous la pluie (en) : Kame
- 2024 : Vaiana 2 : voix additionnelles

### Télévision

#### Téléfilms
- 2004 : Pour que la vie continue... : Brooke Ellison jeune (Vanessa Marano)
- 2007 : Noël au paradis : Nell Casey (Aria Wallace)
- 2013 : Le Secret de Clara : Emma (Eva Link)
- 2017 : Du rêve au cauchemar : Rachel Winters (Ashley Aufderheide)
- 2020 : Amy Thompson, le combat d'une mère : Maddy Thompson (Madison Johnson)
- 2021 : Ta famille doit mourir : Charlie (Aubrey Stevens)
- 2022 : Ray Donovan: The Movie : Bridget Donovan (Kerris Dorsey)
- 2022 : Une nouvelle étincelle pour Noël : Tofino Tantillo (Sophia Biling)

#### Séries télévisées
- Sofia Vassilieva[5] dans (6 séries) :
  - Médium (2005-2011) : Ariel DuBois (130 épisodes)
  - New York, unité spéciale (2011) : Sarah Walsh (saison 13, épisode 6)
  - Lucifer (2016) : Debra Macall (saison 1, épisode 3)
  - Esprits criminels : Unité sans frontières (2017) : Roxy Bental (saison 2, épisode 7)
  - Supergirl (2017-2018) : Olivia (saison 3, épisodes 4 et 19)
  - Timeless (2018) : Abiah « Abby » Folger Franklin (saison 2, épisode 4)

- Courtney Grosbeck (en) dans (4 séries) :
  - Parenthood (2012-2015) : Ruby Rizzoli (12 épisodes)
  - The Player (2015) : Dani (épisodes 2 et 6)
  - Amour, Gloire et Beauté (2017-2018) : Coco Spectra (73 épisodes)
  - Homeland (2018) : Josie Mathison-Dunn (5 épisodes)

- Chloë Grace Moretz[1],[2] dans :
  - Desperate Housewives (2006-2007) : Sherri Maltby (saison 3, épisodes 10 et 13)
  - 30 Rock (2013) : Kaylie Hooper (2e voix - saison 7, épisode 9)
  - Périphériques, les mondes de Flynne (2022) : Flynne Fisher (8 épisodes)

- Jasmine Jessica Anthony (en) dans :
  - Commander in Chief (2005-2006) : Amy Calloway (19 épisodes)
  - Grey's Anatomy (2015) : Anna (saison 11, épisode 24)

- Kerris Dorsey dans :
  - Brothers and Sisters (2006-2011) : Paige Whedon (91 épisodes)
  - Ray Donovan (2013-2020) : Bridget Donovan (82 épisodes)

- Niamh Wilson dans :
  - Falling Skies (2011) : Megan (saison 1, épisodes 6 et 10)
  - Hemlock Grove (2013) : Pretty Shelley (saison 1, épisodes 8, 9 et 13)

- Grace Kaufman[1] dans :
  - Normal Street (2016) : Tracy Miller (saison 2, épisode 21)
  - Papa a un plan (2016-2020) : Kate Burns (69 épisodes)

- Ciara Bravo dans :
  - Frankenstein Code (2016) : Gracie Pritchard (11 épisodes)
  - Marvel : Les Agents du SHIELD (2017) : Abby (saison 5, épisode 3)

- Madalyn Horcher dans :
  - Code Black (2016) : Jaydin (saison 2, épisode 1)
  - Hawaii 5-0 (2017) : Kelsey (saison 7, épisode 19)

- Madisen Beaty dans :
  - Aquarius (2016) : Patricia « Patty » Krenwinkel (10 épisodes)
  - The Magicians (2018-2019) : Iris (saison 3, épisode 13 et saison 4, épisode 5)

- Cassady McClincy dans :
  - Mythes et Croyances (2017) : Greta Hetfelderz (saison 1, épisode 5)
  - The Walking Dead (2019-2022) : Lydia (53 épisodes)

- Ellise Chappell dans :
  - Poldark (2017-2019) : Morwenna Whitworth (25 épisodes)
  - Le Jeune Wallander (2020-2022) : Mona (12 épisodes)

- 2004 : Phénomène Raven : Sierra (Juliette Goglia) (saison 3, épisodes 2 et 3)
- 2006-2007 : Six Degrees : Eliza Morgan (Ruby Jerins) (11 épisodes)
- 2007 / 2015 : Supernatural : Katie Keel (Margot Berner) (saison 3, épisode 2) et Janet Novoselic (Maddie Phillips) (saison 10, épisode 13)
- 2009 : Les Tudors : la princesse Élisabeth Tudor (Claire McCauley) (saison 3)
- 2009 / 2013 : American Wives : Haneen Naji (Aleene Khoury) (4 épisodes) et Caroline Hall (Ella Wahlestedt) (10 épisodes)
- 2010 : The Gates : Dana Monohan (McKaley Miller) (8 épisodes)
- 2010-2013 : Treme : Sofia Bernette (India Ennenga) (33 épisodes)
- 2011 : Parks and Recreation : Lauren Burkiss (Alyssa Shafer) (saison 3, épisode 14)
- 2012 : Skins : Poppy Champion (Holly Earl) (saison 6, épisode 7)
- 2013 : Scandal : Olivia jeune (Yara Shahidi) (saison 3, épisodes 6 et 9)
- 2013-2015 : Hemlock Grove : Shelley Godfrey (Nicole Boivin puis Madeleine Martin)
- 2013-2015 : Game of Thrones : Shireen Baratheon (Kerry Ingram) (10 épisodes)
- 2014 : Out with Dad : Rose Miller (Kate Conway) (web-série)
- 2014 : Falling Skies : Mira (Desiree Ross) (6 épisodes)
- 2014 : Devil's Playground (en) : Bridie Allen (Morgan Davies) (mini-série)
- 2014-2016 : The Fosters : Hayley Heinz (Caitlin Carver) (13 épisodes)
- 2015 : Trapped : Dorhildur (Elva María Birgisdóttir) (1re voix, saison 1)
- 2015 : Esprits criminels : Markayla Davis (Taylor Mosby (en)) (2e voix, saison 10)
- 2015 : Motive : Madison Carson (Lizzie Boys) (saison 3, épisode 2)
- 2016-2018 : The Middle : Lexie Brooks (Daniela Bobadilla) (26 épisodes)
- 2016-2019 : Baskets : Crystal Baskets (Julia Rose Gruenberg) (11 épisodes)
- 2016-2019 : Speechless : Dylan DiMeo (Kyla Kenedy) (63 épisodes)
- 2016 / 2020-2022 : Chicago Med : Michelle Joffe (Maisie Merlock) (saison 1, épisode 8) et Anna (Hannah Alligood (en)) (10 épisodes)
- 2016-2022 : This Is Us : Kate Pearson enfant (Mackenzie Hancsicsak) (81 épisodes) et adolescente (Hannah Zeile) (93 épisodes)
- 2017 : The Punisher : Leo Lieberman (Ripley Sobo) (saison 1)
- 2017 : Hawaii 5-0 : Amanda Patterson (Lexi Atkins (en)) (saison 7, épisode 22)
- 2017 : The Affair : Lila Finley (Nicole Brydon Bloom) (saison 3, épisode 6)
- 2017 : Mythes et Croyances : Greta Hetfelderz jeune (Callie McClincy) (saison 1, épisode 5)
- 2017 : Broadchurch : Daisy Hardy (Hannah Rae (en)) (2e voix, saison 3)
- 2017 : Incorporated : Marisa (Supinder Wraich (en)) (épisode 6)
- 2017-2018 : Reine du Sud : Lil' Traviesa (Snow Tha Product) (7 épisodes)
- 2017-2019 : Big Little Lies : Chloe Mackenzie (Darby Camp) (14 épisodes)
- 2017-2020 : Dark : Claudia Tiedemann 1953 (Gwendolyn Göbel) (4 épisodes)
- 2017-2020 : Dino Dana (en) : Riley (Millie Davis (en)) (5 épisodes) et Penelope (Katherine Forrester) (saison 2, épisode 6)
- 2017 / 2021 : Un cas pour deux : Kathi Wünsch (Emma Drogunova) (saison 37, épisode 1) et Emma Zeiler (Annalee Ranft) (saison 40, épisode 3)
- 2017 / 2021 : Le Renard : Sandra Lindner (Tanja Schleiff) (saison 46, épisode 8) et Laura Berger (Darya Birnstiel) (saison 50, épisode 1)
- 2018 : Meurtres à Sandhamn : Maria (Happy Jankell (sv)) (saison 6, épisode 1)
- 2018 : Sharp Objects : Camille Preaker, jeune (Sophia Lillis) (mini-série)
- 2018 : Grey's Anatomy : Station 19 : Parker Sylvana Sherwood (Isabella Acres) (saison 2, épisode 6)
- 2018 : Life in Pieces : Chelsea (Callie Gilbert) et Preteen (Mariah Watkins) (saison 3, épisode 20)
- 2018 : The Gifted : Cristina (Danube Hermosillo) (saison 2, épisodes 1 et 2)
- 2018 : Grace et Frankie : Frankie jeune (Riley Jackson) (saison 4, épisode 6)
- 2018 : Lucifer : Cece (Jillian Rose Reed) (saison 3, épisode 17)
- 2018-2020 : Kidding : Cassidy (Julitta Scheel) (10 épisodes)
- 2018-2022 : Raven : Zeena (Laya DeLeon Hayes) (7 épisodes) et Cami (Marissa Reyes) (7 épisodes)
- 2018-2022 : Fear the Walking Dead : Charlie (Alexa Nisenson) (60 épisodes)
- 2019 : Le Secret de Nick : Nicole « Nick » Patterson (Siena Agudong (en))
- 2019 : Northern Rescue (en) : Raji (Birva Pandya) (5 épisodes)
- 2019 : The Passage : Amy Bellafonte (Saniyya Sidney (en)) (10 épisodes)
- 2019 : Beverly Hills : BH90210 : Lil' Tilda (Michelle Connor) (épisode 4)
- 2019 : The Resident : Eva Garcia (Jada Harris) (saison 2, épisode 19)
- 2019 : Black Mirror : Rachel (Angourie Rice) (saison 5, épisode 3)
- 2019-2020 : NOS4A2 : Millie Manx (Mattea Conforti (en)) (12 épisodes)
- 2019-2021 : Perdus dans l'espace : Samantha (Nevis Unipan) (10 épisodes)
- 2020 : Little Fires Everywhere : April Jarvis (Isabel Gravitt) (mini-série)
- 2020 : Dead to Me : Parker (Sadie Stanley) (saison 2, épisodes 5, 6 et 8)
- 2020 : His Dark Materials : À la croisée des mondes : Angelica (Bella Ramsey) (saison 2)
- 2020 : Julie and the Phantoms : Julie Molina (Madison Reyes (en)) (9 épisodes)
- 2020-2021 : Love 101 : Işık (İpek Filiz Yazıcı (tr)) (16 épisodes)
- 2020-2021 : Les Baby-sitters : Vanessa Pike (Daphne Hoskins) (5 épisodes)
- 2021 : Les Irréguliers de Baker Street : Susan Shipley (Marli Siu) (saison 1, épisode 1)
- 2021 : Y, le dernier homme : Mackenzie Brady (Quincy Kirkwood) (8 épisodes) et Hayley (Glenna Walters) (5 épisodes)
- 2021 : Innocente : Mexique (en) : Ingrid (Regina Alcalá) (3 épisodes)
- 2021 : Evil : Mathilda Mowbray (Matilda Lawler (en)) (saison 2, épisode 3)
- 2021 : Hudson et Rex : Katie Davidow (Anwen O'Driscoll) (saison 3, épisode 6)
- 2021 : Launchpad (en) : Elsie Fang (Grace Song) (saison 1, épisode 3)
- 2021 : Modern Love : Katie (Lulu Wilson) (saison 2, épisode 5)
- 2021-2022 : Big Sky : Max (Madelyn Kientz) (13 épisodes)
- depuis 2021 : The Nevers : Primrose Chattoway (Anna Devlin)
- depuis 2021 : And Just Like That... : Lily Goldenblatt (Cathy Ang (en))
- 2022 : Le Dernier Bus : Chelsea (Marlie Morrelle) (10 épisodes)
- 2022 : Au service du passé (es) : Becca Franklin (Lydia Fleming)
- 2022 : Somebody : Jang Ha-na (Choo Sun-woo)
- 2022 : NCIS : Enquêtes spéciales : Victoria Palmer (Elle Graper) (saison 19, épisode 13)
- 2022 : En apparence… rien ne change (pt) : Carol (Gabriella Saraivah)
- 2022 : Better Things : Leona (Melany Ochoa) (saison 5, épisode 3)
- 2022 : Un passé bien présent (es) : Ana jeune (Alicia Jaziz)
- 2022 : High School Musical : La Comédie musicale, la série : Maddox (Saylor Bell) (saison 3)
- 2022 : Les ailes de l'ambition : Melisa (Elif Kurtuaran)
- 2022 : Bad Sisters : ? (?)
- 2022 : Tempête de Noël : Kine (Catharina Vu) (mini-série)
- 2022 : The Witcher : L'Héritage du sang : Meldof (Francesca Mills) (mini-série)
- 2022 : Tales of the Walking Dead : Lydia (Scarlett Blum) (saison 1, épisode 3)
- 2022 : L'École de gym : Une seconde chance : Rosie (Honey-Lily Burnley)
- depuis 2022 : Mercredi : Enid Sinclair (Emma Myers)
- 2023 : Tête à tête (en) : Renee (Sophia Hammons (en))
- 2023 : Barracuda Queens (sv) : Frida Rapp (Sandra Strandberg Zubovic)
- 2023 : La Reine Charlotte : Un chapitre Bridgerton : Lady Violet Ledger jeune (Connie Jenkins-Greig) (mini-série)
- 2023 : Gen V : Justine (Maia Jae Bastidas)
- 2023 : Chair de poule : Isabella Chen Lopez (Ana Yi Puig (en)) (5 épisodes)
- 2023 : Daily Dose of Sunshine : Park Byeong-hui (Kim Joo-ah (en))
- 2023 : The Curse : Hani (Dahabo Ahmed)
- 2023 : So Help Me Todd (en) : Ava Morgan (Genea Charpentier) (saison 1, épisode 15)
- 2023-2024 : Fargo : Scotty Lyon (Sienna King) (saison 5)
- 2024 : L'Affaire Asunta : Alba (Judith Fernández) (mini-série)

- 2024 : Esprits criminels : Ruby Daley (Brinly Marum) (saison 17, épisode 2)
- 2024 : Adorazione (en) : Melissa (Federica Bonocore)
- 2025 : The Pitt : Dr Victoria Javadi (Shabana Azeez)
- 2025 : XO, Kitty : Esther Shim / Stella Cho (Audrey Huynh) (saison 2)
- 2025 : Daredevil: Born Again : Angela Del Toro (Camila Rodriguez)
- 2025 : De parfaites demoiselles : Adelita (Itziar Manero)
- 2025 : Matlock (en) : Jessie Stevenson (Dominique Gayle) (saison 1, épisode 7)
- 2025 : Gannibal : Gin Gotō, jeune [Qui ?] (saison 2)
- 2025 : Olympo : Núria Bórgues (María Romanillos)

#### Séries d'animation
- 2006 : Lilo et Stitch, la série : Mertle Edmonds (voix de remplacement, saison 2)
- 2007 : Le Chat de Frankenstein : Lottie (2e voix, création de voix)
- 2007-2010 : Mes amis Tigrou et Winnie : Darby[n 2],[1]
- 2011-2014 : Jake et les Pirates du Pays imaginaire : Izzie
- 2012-2016 : Les Nouvelles Aventures de Peter Pan : Wendy (création de voix)
- 2013-2016 : T'choupi à l'école : la nounou (création de voix)
- 2013-2018 : Mily Miss Questions : Mily (création de voix)
- depuis 2013 : PAW Patrol : La Pat' Patrouille : Stella
- 2014[n 5] : JoJo's Bizarre Adventure : Stardust Crusaders : Anne
- 2014 : Wanda et l'Extraterrestre : Wanda
- 2014-2017 : LoliRock : Iris, la princesse d'Ephedia (création de voix)
- 2015-2020 : Shimmer et Shine : Shine
- 2016-2017[n 5] : Konosuba : Sois béni monde merveilleux ! : Aqua
- 2016-2018 : Beat Bugs : Kumi (saisons 2 et 3)
- 2017 : Pete the Cat (en) : Dennis (voix parlée)
- 2017 : Ernest et Célestine, la collection : Margotine
- 2017-2019 : Spirit : Au galop en toute liberté : Abigail Stone
- 2018 : Hilda : Marra (saison 1, épisode 6)
- 2018-2022 : Anatole Latuile : Gwendoline (création de voix)
- 2019 : Costume Quest : Gail
- 2019-2020 : 7 Seeds : Natsu Iwashimizu
- 2019-2021 : Snoopy dans l'espace : Sally Brown
- 2019-2022[n 5] : Kaguya-sama: Love is War : Ai Hayasaka
- 2019-2022 : Undone : Becca jeune
- 2020 : Santiago des mers : voix additionnelles
- 2020-2022 : Madagascar : La Savane en délire (en) : Lala
- 2021 : So I'm a Spider, So What? : Yana
- 2021-2023 : L'Attaque des Titans : Gabi Braun
- 2021-2023 : To Your Eternity : March
- depuis 2021 : Le Snoopy Show : Sally Brown
- 2022 : Tribe Nine (en) : Saori Arisugawa
- 2022 : She Professed Herself Pupil of the Wise Man (en) : Amalatte et Lyrica
- 2022 : The Genius Prince's Guide to Raising a Nation Out of Debt (en) : Nanaki Raley
- 2022 : Edmond et Lucy : Lucy (création de voix)
- 2022 : A Couple of Cuckoos : Sachi Umino
- 2023 : Make My Day (en) : Marnie
- 2023 : Moon Girl et Devil le Dinosaure : Casey
- 2023 : Strange Planet (en) : voix additionnelles
- 2023 : Onimusha (en) : Sayo
- 2024 : T'choupi à la campagne : Nina (création de voix)
- 2024 : Suicide Squad Isekai : la princesse Fione
- 2024 : Le Camp de vacances de Snoopy : Sally Brown
- depuis 2024 : Dora : Dora

### Jeux vidéo
- 2015 : The Witcher 3: Wild Hunt : Ciri enfant
- 2016 : Uncharted 4: A Thief's End : Cassie Drake
- 2017 : The Evil Within 2 : Lily Castellanos
- 2018 : Lego Les Indestructibles : Violette Parr
- 2019 : Anthem : Sayrna
- 2020 : League of Legends : Lillia
- 2020 : Resident Evil 3 : Emma Kendo
- 2020 : Assassin's Creed Valhalla : voix additionnelles
- 2021 : Les Gardiens de la Galaxie : Nikki Gold
- 2022 : Ghostwire: Tokyo : voix additionnelles
- 2023 : Hogwarts Legacy : L'Héritage de Poudlard : ?
- 2023 : PAW Patrol World - La Pat' Patrouille : Stella
- 2024 : Life Is Strange: Double Exposure : Loretta Rice
- 2025 : Monster Hunter Wilds : Maki